# Corpus Christi (Roman)
Corpus Christi ist ein Roman von Patrick Roth aus dem Jahr 1996. Zusammen mit Riverside. Christusnovelle (1991) und Johnny Shines oder Die Wiedererweckung der Toten (1993) bildet er die Christus Trilogie (1998/2017).

## Überblick
Corpus Christi erzählt in einer originellen Mischung aus Detektivgeschichte, Bekenntnis und Mysterienroman die aus dem Johannesevangelium bekannte Geschichte des Jüngers Thomas Didymos (griech.: Thomas, der Zwilling), der an die Auferstehung seines Herrn nicht glauben kann. In der Annahme, man habe den Leichnam Jesu gestohlen, macht sich der Jünger, der bei Roth nach der apokryphen Tradition „Judas Thomas“ heißt, auf die Suche nach dem toten Meister und stößt dabei auf Tirza, eine junge Frau aus Damaskus, die am Ostermorgen im offenen Felsengrab von römischen Soldaten aufgegriffen wurde. Von der vermeintlichen Leichendiebin erhofft sich Judas Thomas eine Spur – er will Jesus noch einmal sehen und berühren, um ihm nachzusterben. Tirza verspricht Thomas, ihn zur Wahrheit zu führen. Doch führt sie ihn von den äußeren Ereignissen zur Erforschung des eigenen Inneren. Insbesondere die vom Tod des Zwillingsbruders überschattete Kindheit, dessen Name Thomas nicht zufällig im eigenen trägt, rückt ins Zentrum der Aussprache.
Im Gespräch mit Tirza zeigt sich, dass am Grund von Thomas‘ Zweifel eine vernunftorientierte Einstellung liegt, die dem Irrationalen zutiefst misstraut. Höhepunkt des Dialogs im Tempel ist Tirzas Schilderung ihrer persönlichen Begegnung mit Jesus, die in der zweiten Hälfte des Romans erzählt wird – ein von Träumen, Visionen und apokalyptischen Szenarien durchsetzter Bericht, der ins Bild eines endzeitlichen Mahls mündet, bei dem Jesus und der Satan vereint am Tisch sitzen. Am Ende ihrer Offenbarungs-Erzählung initiiert Tirza Thomas ins Mysterium der Auferstehung, das ihr im Jesusgrab zuteilgeworden ist.

## Inhalt

### Kapitel 1–3
Die Handlung setzt am dritten Tag nach der Kreuzigung Jesu im Jerusalem des Jahres 30 ein. Die Jünger haben sich furchtsam im Haus eingeschlossen, während die Frauen die Nachricht vom leeren Grab verkünden. Thomas, aus dessen Sicht erzählt wird, stellt sich gegen das Zeugnis der Frauen, wie es die späteren Erscheinungserzählungen der Bibel überliefern. Er glaubt den Leichnam gestohlen und beschließt, ihn für sein eigenes Seelenheil zu finden. Römische Soldaten berichten ihm, der Wachposten sei in jener Nacht auf den Stufen des Felsengrabs eingeschlafen und erst erwacht, als der Tote verschwunden war. Eine Unbekannte namens Tirza, die man im Grab antraf, sei unter Verhör. Thomas, der vor der Kaserne auf die Entlassung der angeblichen Leichendiebin wartet, ist nicht anwesend, als Jesus im Haus der Jünger erscheint Joh 20,19 . Ihre Erzählungen vom auferstandenen Herrn wertet er als Schuldphantasie. Über der Frage der Wirklichkeit der Auferstehung kommt es zum Bruch mit den Jüngern.

### Kapitel 4–6

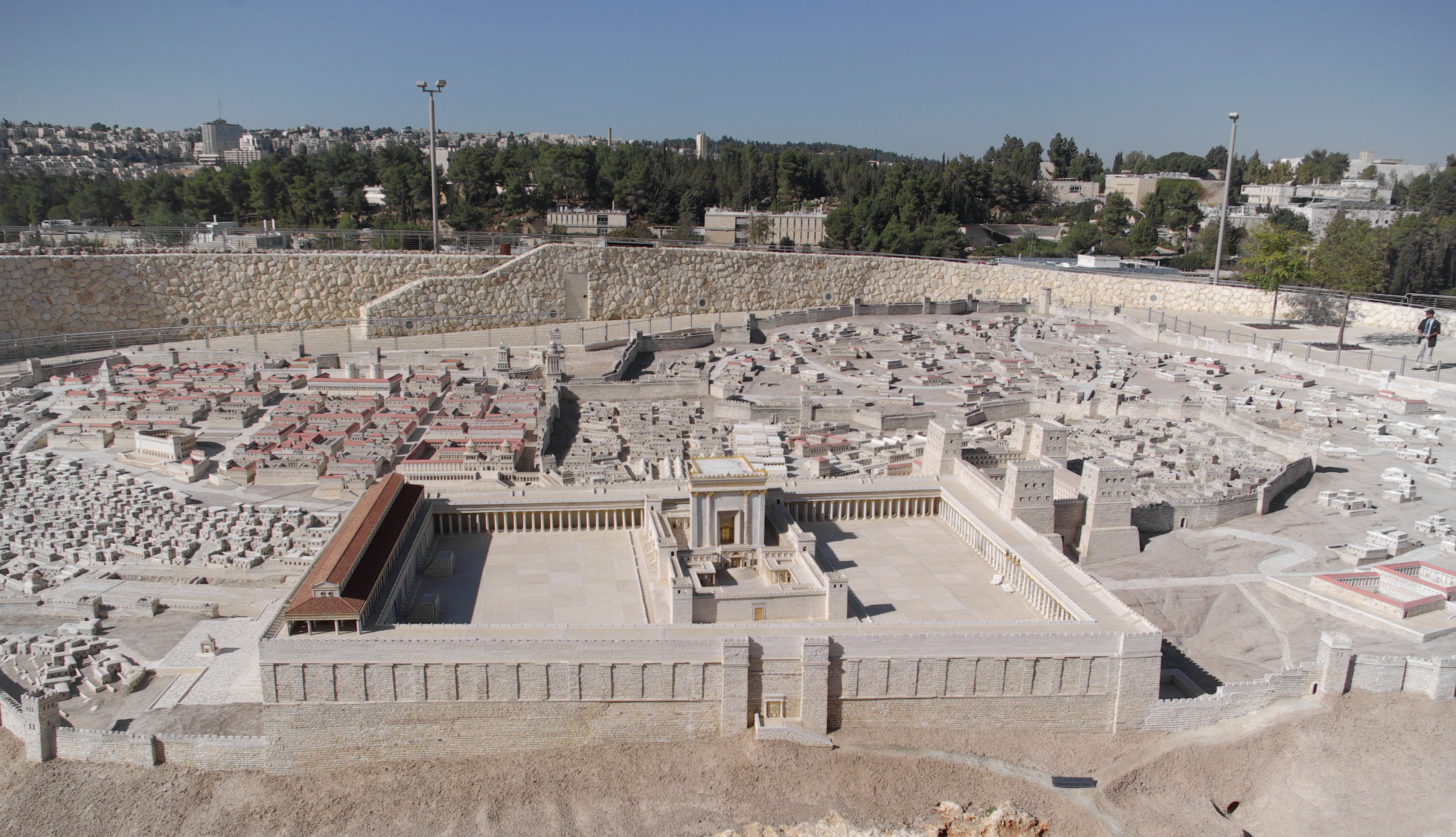
Jerusalem Herodes-Tempel (Modell), Schauplatz des Romans

Thomas verwickelt sich in ein philosophisches Gespräch mit dem Folterknecht, einer sardonischen, von Grausamkeit besessenen Gestalt. Ihm zufolge kann die „Wahrheit“ mit Instrumenten aus dem Körper gezogen werden wie Gold aus einem Bergwerk. Er durchschaut den vom Zweifel zerrissenen Jünger, wenn er ihm die Nachricht von einem außerhalb Jerusalems aufgefundenen Leichnam mitteilt. Der in einer Karawane mitgeschmuggelte Tote sei auf dem Weg zurück in die Stadt und solle auf dem Platz vor der Kaserne verbrannt werden. Thomas bricht in einem Anfall von Fieber und Schwindel zusammen und erwacht unbestimmte Zeit später in einem leeren Stall. Er trinkt Wasser aus einem geheimnisvoll in der Erde verankerten Krug, bevor er sich wieder zurück auf den Weg zur Kaserne macht. Als habe sie ihn bereits erwartet, kommt Tirza auf ihn zu, gemeinsam durch die Gassen der Stadt zum Tempel zu ziehen, das Gespräch zu beginnen.

### Kapitel 7–9
Beim Rundgang im Tempel äußert Tirza Kritik an der rationalistischen Weltsicht, die Thomas pflegt. Entsprechend fordert er von Tirza einen Beweis für die Auferstehung. Diese argumentiert jedoch, dass ein Festhalten an empirischen Fakten – Thomas will den Leichnam Jesu unbedingt sehen und berühren – die Möglichkeit der spirituellen Erfahrung versperrt, nach der Thomas uneingestanden auf der Suche ist.
Thomas erinnert sich an seinen im Mutterleib verstorbenen Zwillingsbruder, dem er es „zu eng gemacht“, d. i. mit der Nabelschnur erstickt habe. Der nie gekannte Bruder sei ihm oft beim Spielen erschienen – er durfte all das tun, was ihm selbst verboten war. Auch habe er den Zwilling gefragt, ob er ihm vergeben könne, jedoch nie Antwort erhalten. So wie der tote Zwillingsbruder seine kindliche Phantasie beherrscht habe, so beherrsche der tote Jesus die Phantasie der Jünger: Der Glaube an die Auferstehung sei letztlich ein Wunschbild, das in verdrängter Schuld gründe. Die Nachricht von der Auffindung eines Leichnams scheint diese der Vernunft folgende Sicht der Dinge zu bestätigen, bedeutet aber zugleich das Ende aller Hoffnung auf die Existenz einer jenseitig transzendenten Welt.

### Kapitel 10–12

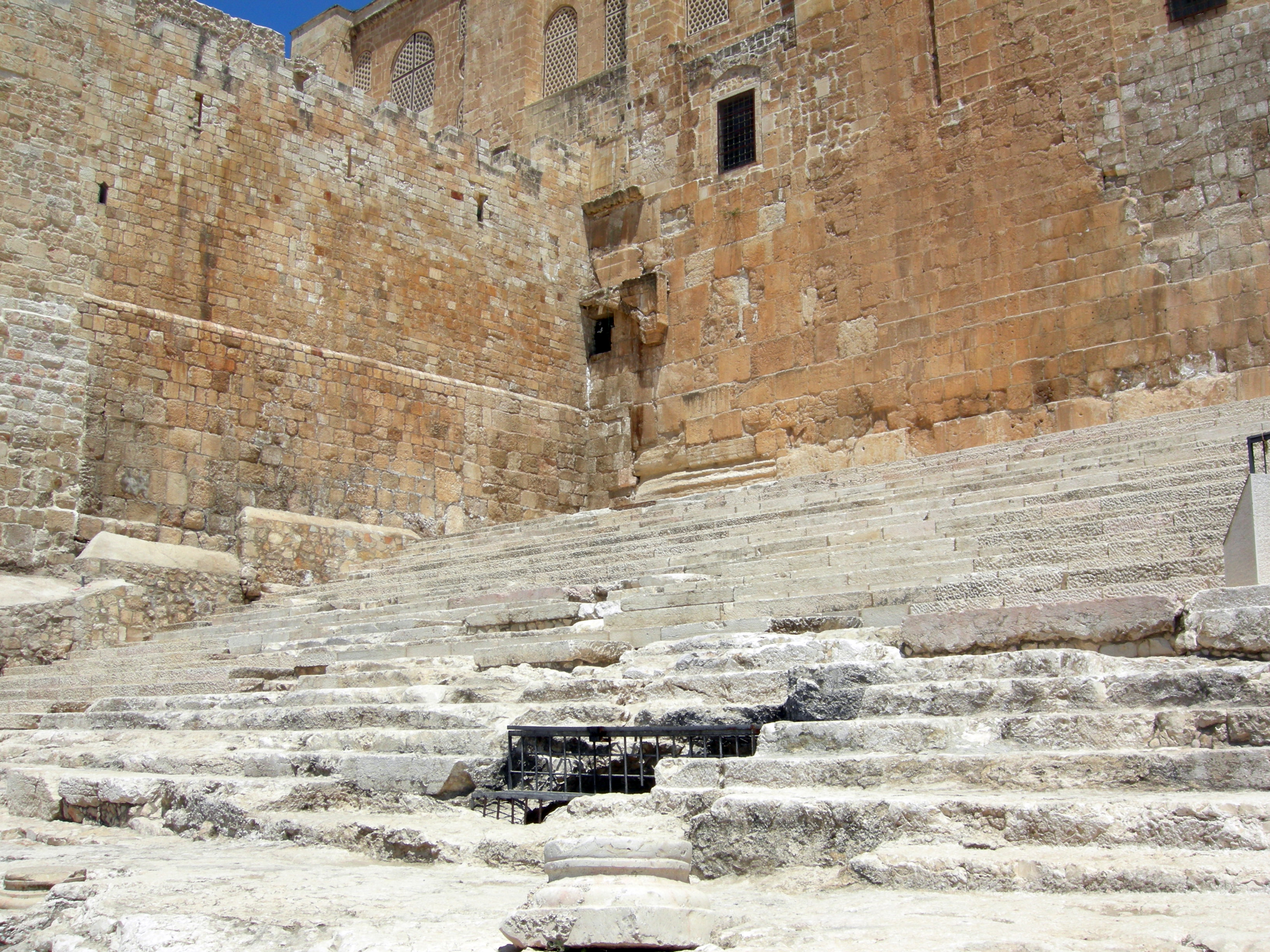
Treppenanlage Südseite Jerusalemer Tempel

Tirza enthüllt die Auffindung des Leichnams als Komplott zwischen Juden und Römern, das in der Absicht geschmiedet wurde, dem Auferstehungsglauben der Jesusanhänger Einhalt zu gebieten. Bei der Kontrolle einer Reisegruppe durch römische Soldaten auf der Straße nach Jericho sei ein Kasten vom Pferd gefallen, der einen größeren Stoffballen barg, in dem der Leichnam eines kürzlich gekreuzigten jüdischen Mannes eingewickelt gewesen sei. Ihn habe man als den Leichnam Jesu identifiziert.
Thomas, der den Toten mit dem Leichnam seines Herrn gleichsetzt, wird scharf von Tirza kritisiert. Anstatt die Wirklichkeit zu prüfen, verfalle er blinder Projektion. Vorgefasste Meinungen, Vorurteile und Denkmuster seien aufzugeben, wenn Erkenntnis sich ereignen solle. Auch sei es nicht an ihm, die „Wahrheit“ zu finden, vielmehr verhalte es sich umgekehrt: „Du kommst vor sie [die Wahrheit]. Nur: nie lebendig. Dein Sterben muß es sein. Gestorben mußt du vor die Wahrheit kommen. Denn aus Toten macht sie Lebendige. Verwirf die Wahrheit, die zu dir kommt. Denn in ihr Feuer mußt du, du mußt brennen.“
Tirzas Bericht über das Schicksal des Tempelwärters Samuel ben Pharez deutet zugleich auf Thomas‘ Glaubensproblem. Samuel wurde im Traum geboten, seinen Sohn, das Findlingskind Boas, Gott zum Opfer zu bringen. Samuel aber habe das Gebot verweigert, woraufhin der Tempel entweiht und „erdbeschmutzt“ erscheint. Aus dem Inneren des Allerheiligsten drang Gottes klagende Stimme, schließlich sei der Tempelvorhang entzweigerissen. Samuel stürzte durch den Riss in den Abgrund der Schöpfung, in dessen Tiefe das Felsengrab Jesu sichtbar geworden sei.
Die Söhne Samuels, so Tirza weiter, erkannten im Traum des Vaters ein Vorzeichen des Untergangs ihrer Religion. Sie fassten den Plan, dem Auferstehungsglauben der Jesus-Anhänger entgegenzutreten. Boas habe sich freiwillig zum Opfer gebracht und den Giftbecher getrunken. Seinen toten Körper habe man gekreuzigt, gegeißelt und die Seite durchstoßen, ihn dem toten Jesus ähnlich zu machen. Jakin, Samuels natürlicher Sohn, habe es sodann übernommen, den gefälschten Leichnam von den Römern auffinden zu lassen.

### Kapitel 13–15
Thomas, der die Rettungsaktion als „Machenschaft“ (DCT, 230) bezeichnet, kann nicht verstehen, dass Samuel und seine Söhne aus Loyalität zu ihrem Glauben handelten. Er erinnert sich an das letzte Abendmahl und den Verrat aus der eigenen Mitte. Die Erfahrung, dass „unser tiefster Wille gebrochen werden kann“ (DCT, 233) bewirkte „Machtlosigkeit“ und Scham in den Jüngern, die erkannten, im Letzten zum Bösen fähig zu sein. Tirza begreift solche Auflösung von Gewissheiten als notwendige Voraussetzung für die Bildung von Selbsterkenntnis und preist die Erfahrung der Machtlosigkeit: „Sei machtlos. Sei ausgeliefert, wage dich. Spring in die Mitte, da ist der Anfang, und halt aus. Dann kommt durch eben jene Mitte: der Fluß.“ (DCT, 236)

### Kapitel 16–19
Tirza erzählt die Geschichte ihrer Begegnung mit Jesus. Alles begann mit der Reise von Damaskus nach Jerusalem. In der Heiligen Stadt sollte sie ihrem seit der Kindheit versprochenen Bräutigam zugeführt werden. Während die Familie am Ostufer des Jordans auf die Ankunft des Versprochenen wartet, über den Fluss in die Stadt geführt zu werden, steigt Tirza in einen Baum, bessere Sicht auf einen von Menschen umringten Prediger zu gewinnen. Zwischen Laub und Geäst sich Durchblick verschaffend, sei sie unvermittelt vom Blick jenes Predigers, Jesus, getroffen worden. Dieses Fast-Aufeinandertreffen der Augen – eine Blickbegegnung, die im letzten Moment von windbewegten Ästen „abgeschnitten“ und darum in der Wirkung verstärkt wurde –, sei es gewesen, die sie gleichsam gegen ihren Willen lebenslang an Jesus gebunden habe.
In der folgenden Nacht habe sie einen Traum empfangen, der die Trennung von ihrem alten Leben verhieß. Der Fluss über den der Bräutigam kommen sollte, sie zur Hochzeit zu führen, riss in der Mitte auf, die Ufer traten auseinander und das Flussbett selbst sei in immer neuen Brüchen in die Tiefe der Erde gebrochen bis am Grund das „Viereck einer Stadt“ (DCT, 246) erschien. Von dem Traum beunruhigt, sei sie in einen Hügel in der Nähe des Nachtlagers gestiegen und habe dort dem geheimen Gespräch zweier Männer gelauscht. Es seien Jesus und der Satan gewesen, die gegensätzlichen Göttersöhne, die eine Wette miteinander abschlossen, als deren Gegenstand sie sich selbst erkannte. Die Stimmen beschlossen über ihr künftiges Schicksal.
In jenem Gespräch habe sich der Satan als der zurückgewiesene, dem Menschen feindlich gesinnte Sohn offenbart: Von Gottvater in die Tiefen des Alls entsendet habe er bei seiner Rückkehr seinen Platz an Gottes Seite durch den Menschen besetzt gefunden und habe den Plan gefasst, fortan jegliches menschliche Bewusstsein „totzuschlagen“ (DCT, 249). Der vom Himmel gefallene Satan erscheint im Gespräch mit Jesus als Vertreter der Materie, der seinen Gegenspieler zur sinnlichen Liebe mit Tirza zu verführen sucht. Jesus aber hält an der symbolischen Ordnung der Liebe fest – Tirza soll zeugen, indem sie erinnert und das erinnerte Wissen an andere weitergibt. Was der Satan zerreiße und zerstreue, so Jesus, das wolle er einsammeln und wiedererwecken.

### Kapitel 20–23
Am Abend des folgenden Tages ereignet sich das Angekündigte: Während Tirza im Jordan Wasser schöpft, nähert sich ein dämonischer Mann, sie in „Stücke zu reißen“. Rückblickend schildert sie, wie der Satan sie physisch tötete, indem er mit einem Stein auf sie einhieb, um in einem zweiten Schritt auf der Suche nach den Spuren menschlichen Bewusstseins in sie einzudringen. In die Tiefe des Alls stürzend, habe sie sich von einem ominösen Kasten in Teile zersprengt erfahren, während das Auge des „Töters“ (DCT, 257) sie durch Raum und Zeit verfolgte. Ihrer Zersprengung in der Unendlichkeit des Raums folgt die Wiederzusammensetzung. Tirza schildert diesen Vorgang als Einlesen ihrer zerstreuten Teile durch eine numinose „Stimmenhand“ (DCT, 261).
Die Zusammensetzung geschieht als kosmogonischer Akt einer in einer Höhle am Fluss, die zugleich das Grab der Verstorbenen ist. Tirzas Wiedererweckung vollzieht sich wie in den biblischen Erweckungsszenarien geschildert durch Anrufung und Handauflegung. Neu zum Leben erwacht, muss die Erweckte über ihren Erwecker wachen, der unter ihrer Obhut entkräftet am Feuer einschläft. Bevor Jesus am folgenden Morgen aufbricht, offenbart er Tirza die Verabredung mit dem Satan als Grund ihres Todes und ihrer Wiedererweckung und initiiert sie in den Auftrag, „Erinnerin“ zu sein und „zusammenzuführen die Geteilten“ (DCT, 266).

### Kapitel 24–28
Thomas vermag Tirzas Offenbarung nicht ohne weiteres zu glauben; er fürchtet „Truggestalten“ und verlangt sichtbare Zeichen des ihr Widerfahrenen. Tirza wiederum verlangt von Thomas, „hinter die Spur“ und hinter die „Schrift“, d. h. zum Eigenen zu gelangen, um die Wahrheit zu finden (DCT, 273 f.) Im Fortgang ihres Berichts erzählt sie von ihrer Suche nach Jesus und dem Wunsch, ihm nachzusterben. Es sei am „Rüsttag“ gewesen, Tag des Sabbat, an dem sie Jerusalem durchs Gennath-Tor betrat. Auf einem Hügel nahe der Stadtmauer habe sie drei an Kreuzen Hingerichtete gegen die untergehende Sonne hängen gesehen. Es sei der Stich des Soldaten in die Seite eines der Gekreuzigten gewesen, der sie erkennen ließ, dass der Mann in der Mitte der von ihr Gesuchte, Jesus, war. Verzweifelt habe sie beschlossen, den Frauen heimlich ins Grab zu folgen, sich heimlich mit dem Toten einschließen zu lassen – im Wunsch, bei ihm zu bleiben und sein Sterben auszuhalten.
In der Grabkammer sei sie in ein leeres Schachtgrab geschlüpft, von wo aus sie die Salbung und die Grablegung Jesu beobachtet habe. Allein im Grab zurückgeblieben, habe sie sich dem Toten im Troggrab genähert, das Leinentuch angehoben, einen Blick auf den Leichnam zu werfen. Was sie zunächst als gestirnten Kosmos wahrnahm, seien die Foltermale eines von Wunden übersäten Körpers gewesen. Im Schock über das Gesehene habe sie begonnen, die Erde auf dem Boden zusammenzukratzen, um wie ein Kind Figuren aus dem nassen Lehm zu formen.

### Kapitel 29–30
Tirza erzählt, dass sie im Grab aus einem Angsttraum erwachte, bevor eine Vision sie überwältigte: An der Seite Jesu im Grab sah sie sich vor den Toren einer Stadt liegen, den aus dem Dunkel herbeigerufenen Satan über ihr, mit einem Messer auf sie einstechend. Noch einmal erlebt Tirza, die sich in der Rolle des Mörders und des Opfers zugleich wahrnimmt, ihren Tod, den sie zugleich von außen beobachtet. Sie verfolgt, wie der Satan ans Tor der Stadt schlägt. Als ihm niemand öffnet, nimmt er sein Auge, es Tirza einzusetzen. Als Rauchsäule hinter die Tore der Stadt fahrend sieht sie für ihren Mörder, was sich hinter den Mauern zuträgt.
Die Stadt unter Licht, Bild für das himmlische Jerusalem, beherbergt ein messianisches Mahl – das „Fest am Ende der Zeiten“, bei dem „Hasser und Gehaßte, Mörder und Gemordete“ (DCT, 292) versammelt sind. Tirza erkennt sich unter ihnen am Tisch sitzen, als dem Satan Zutritt gewährt wird: Aus der Mitte der Mahlgemeinschaft tritt der „Herr des Fests“, Jesus, auf den Satan zu und schließt ihn in seine Arme. Die Festgemeinschaft und die aus ihr hervorgehende Einung von größten Gegensätzen entsprechen der Vorstellung einer apokatastasis panton, der letzten Wiederbringung und Heimholung aller Sünder und Verlorenen bis hin zu Satan. Das aus jener Umarmung strömende Licht zerbricht die Mauern der Stadt und die bisher gewesene Ordnung. Aus den eingesammelten Teilen erschafft Jesus die neue Welt und den neuen Menschen. Tirza sagt den „Anfang“ an: „Denn er stand vor mir. Der Auferstandene. Und ich erwachte.“ (DCT, 294)
Zuletzt schildert Tirza ihre Festnahme im Grab. Durch die Soldaten habe sie zu Thomas gefunden, um ihrer Aufgabe des Erinnerns und Tradierens nachzukommen. Als Zeugin der Auferstehung rät sie ihm, das Überlieferte zu assimilieren und einig mit sich zu werden: „Iß, was ich dir gegeben. Iß das Eigene. Wag dich hinaus, den Verlorenen im Äußersten einzusammeln. Daß du einig wirst. Denn aschenverbrannt und irdisch ist, was dir innen fehlt.“ (DCT, 295)

### Kapitel 31–33
Thomas erwacht am Boden im Stall, das Fieber ist überwunden. Gestärkt und verstört zugleich bricht er auf. In den belebten Gassen der Stadt glaubt er, Tirza zu erkennen. Wie Tirza hat die Frau einen Wasserkrug bei sich; der Mann, dem sie in die Arme fällt, könnte der wiedergefundene Bräutigam sein. Eine Menschenmenge, die auf den Platz vor der Kaserne zuströmt, zieht Thomas mit. Im Getümmel begegnet er einem alten Mann, der ihn um Verzeihung bittet. Es ist der Tempelwärter Ben Pharez, der in Thomas seinen geopferten Sohn erkennt. Thomas gibt dem Alten „die Antwort für den Bruder“ (DCT, 303), die er selbst nie vernahm.
Auf dem Platz vor der Kaserne ist ein Scheiterhaufen errichtet, Soldaten tragen den Leichnam hinauf und entzünden das Feuer. Thomas überlässt sich seinem Wunsch, Gewissheit zu finden und den Leichnam zu berühren. Er erklimmt den „holzgefügten Quader“ (DCT, 306); umhüllt von Rauch und Flammen zieht er das Tuch vom Gesicht des Aufgebahrten und erkennt sich selbst im Toten. Im Moment der Wiedererkennung realisiert er, dass der alte Samuel in ihm den Boas sah: Thomas‘ Zwilling und Bruder, an dessen Tod er sich lebenslang schuldig glaubte. Thomas weiß jetzt, dass Tirza existiert und wahr gesprochen hat: Die Auferstehung ist Wirklichkeit.

## Bauform und Struktur
Corpus Christi ist ein Dialogroman in 33 Kapiteln, der nach dem Prinzip der Rahmenerzählung komponiert ist. Der einleitende Rahmen (Kapitel 1–5) führt in den Schauplatz ein – Jerusalem am dritten Tag nach der Kreuzigung – und präsentiert den Protagonisten, Judas Thomas, der sich auf die Suche nach dem Leichnam seines Herrn macht. Der ausleitende Rahmen (Kapitel 31–33) zeigt Thomas am fünften Tag nach der Kreuzigung im Getriebe der Stadt auf dem Weg zur Leichenverbrennung auf dem Platz vor der Kaserne. Auf dem Scheiterhaufen laufen die Fäden der Handlung zusammen und Thomas erhält die gesuchte Antwort.
Der Mittelteil (Kapitel 6–30) spielt am vierten Tag nach der Kreuzigung und ist als Gespräch zwischen Thomas und Tirza gestaltet, das sich während ihres Rundgangs um das Tempelheiligtum entwickelt. Es ist rückwirkend als inneres (Traum-)Geschehen gekennzeichnet, insofern Thomas im 5. Kapitel in einen Fieberschlaf fällt, aus dem er im 31. Kapitel erwacht. Das von der inneren Figur Tirza übermittelte Wissen erweist sich in der äußeren Wirklichkeit als stimmig und wahr. In die Binnenerzählung sind weitere Erzählungen eingelassen, z. B. die Geschichte vom Tempelwärter ben Pharez, in die wiederum eine Traumerzählung eingefügt ist. Diese Staffelung der Erzählebenen, die immer weiter von der äußeren Welt des Bewusstseins wegführt und Tirzas Offenbarungs-Erzählung kennzeichnet, folgt dem Prinzip metadiegetischen Erzählens und entspricht zugleich dem erzählten Inhalt: der Initiation des Protagonisten in das Mysterium der Auferstehung.
Der Roman verschränkt gemäß Roths Dissolve-Theorie die sinnlich-konkrete äußere Welt mit der Welt des Unbewussten, sodass die im Alltagsbewusstsein streng voneinander getrennten Bereiche in bestimmter Hinsicht verbunden erscheinen. Für das Ineinander von äußerer und innerer Wirklichkeit sorgt die raffinierte Verschränkung der Erzählebenen ebenso wie das Vorkommen einzelner Requisiten (Wasserkrug und Umhang der Tirza) in beiden Sphären; diese symbolisch aufgeladenen Motive dienen als Brücken zwischen den Welten des Bewusstseins und des Unbewussten.

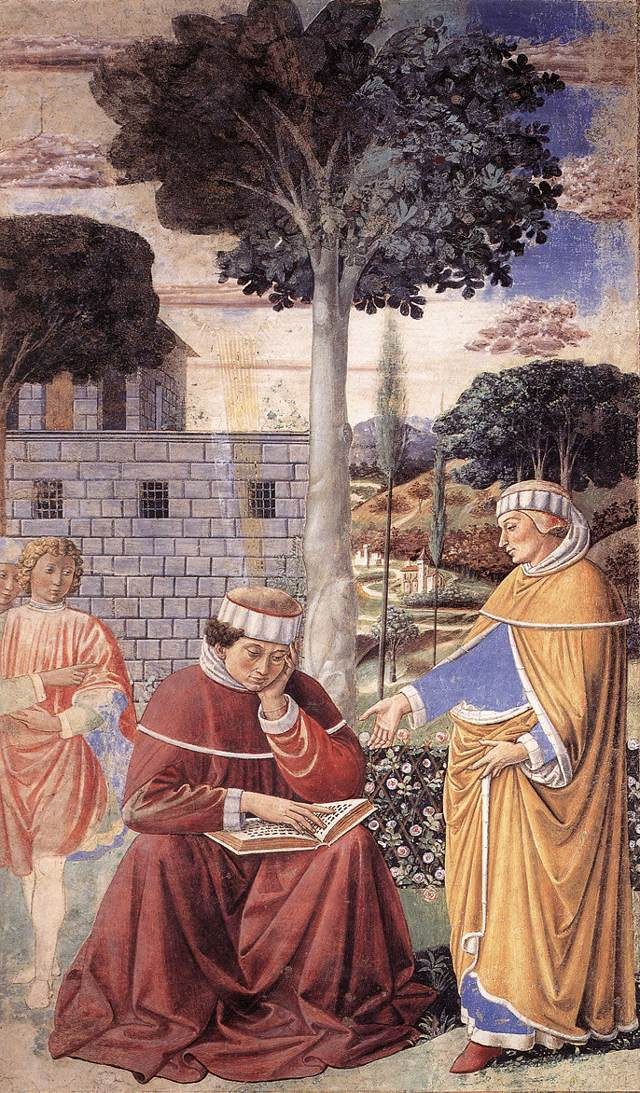
Nimm und lies (lat. tolle lege); Augustinus den Paulus-Brief lesend

Die Ich-Erzählstimme des Judas Thomas, die im Mittelteil hinter der Dialogstimme des Thomas verschwindet, tritt am Ende des Romans, im letzten Wort „Hier“, als Schreiber kurz in den Vordergrund. Bei dem Erzählten handelt es sich um einen vielschichtigen, im Nachhinein verfassten Erfahrungsbericht, der Jesus als vertrautes Gegenüber anspricht. Ich-Erzählform und intime Ansprache sind Merkmale der literarischen Form des Bekenntnisses in der Tradition der Antike. Auf die Confessiones des Heiligen Augustinus verweisen auch einige Motive aus der Kindheitsgeschichte des Judas Thomas: z. B. spielt die Episode mit dem Zwilling im Garten auf die Bekehrung des Augustinus an, die sich ebenfalls unter einem Feigenbaum zutrug.

## Aspekte der Deutung
In seiner Analyse des Romans betont Gerhard Kaiser die Neukonstellation traditioneller Bilder und Vorstellungen des Christentums. Er diagnostiziert „produktive Beunruhigungen“, die, nicht zuletzt durch die Sprachmächtigkeit des erzählerischen Zugriffs, im Leser hervorgerufen werden. „Jedenfalls scheint mir Patrick Roths Kraft und Originalität mythischen und metaphorischen Sprechens einzigartig in der deutschen Epik unserer Zeit.“ Die Folge von Bildern, Visionen, Traumvorstellungen erziele eine „faszinierende und konsternierende Wirkung, zumal biblische Motive und Gestalten häufig selbständig, ja eigenwillig umgeformt, erweitert, verkürzt und gegen ihren ursprünglichen Sinn gewendet werden. Und trotzdem, oder gerade deshalb, tauchen häufig biblische Szenen […] auf, die in neuen Zusammenhängen doch eine eminente, literarisch kaum mit anderem vergleichbare Kraft und Eindringlichkeit auch der religiösen Evokation erreichen.“
Zu dieser Wirkung trage der artifizielle Sprachcharakter maßgeblich bei – ein stark stilisierter expressiver Duktus, der sowohl mit Archaismen wie auch mit Umgangssprachlichem, weiterhin mit Neologismen und zahlreichen Wort- bzw. Wortstammwiederholungen arbeitet: „Diese Sprache will Eigensprache sein, weil sie eine Eigenwelt ausspricht, die sich ungewöhnlich weit von den heute gängigen Übereinkünften über Wirklichkeit und ihre Kriterien entfernt.“
In seiner Bedeutungsfülle sei Corpus Christi nicht auszuschöpfen, der Leser müsse sich einem krisenhaften Prozess aussetzen, der bei jeder Wiederholung und interpretatorischen Reflexion in neue Schichten des Textes vordringt, ohne ihn je ausloten zu können. Die semantischen Aufgeladenheit der Bilder und Motive setze ein unendliches Verweisungs- und Bedeutungsspiel in Gang, welche die linearen Verläufe fortlaufend verwirbelt. „Wollte die Interpretation diesen Kleinstelementen minutiös und umfassend nachgehen, müsste sie, weil zahlreiche Erklärungen und Hin- und Her-Verweise notwendig wären, ausführlicher werden als der dichterische Text selbst.“
Im Mittelpunkt der Interpretation von Michaela Kopp-Marx steht die Thomas-Figur, die als Repräsentant des modernen Subjekts gelesen wird, das zwischen Glaube und Wissenschaft steht. Als Personifikation des Zweifels verkörpert Roths Thomas den grundlegenden Konflikt zwischen Wissenschaft und Transzendenz, der seit der Neuzeit virulent ist und in der Wissenschaftsgläubigkeit des 19. Jahrhunderts seinen ersten Höhepunkt fand und bis heute akut ist. Nietzsche ließ den „Tod Gottes“ von seinem „tollen Menschen“ auf dem Marktplatz verkünden. „Gott ist tot! Gott bleibt tot! Und wir haben ihn getötet! Wie trösten wir uns, die Mörder aller Mörder? Das Heiligste und Mächtigste, was die Welt bisher besaß, es ist unter unseren Messern verblutet.“
Im Gewand des biblischen Zweiflers ist Thomas ein moderner Empiriker und Vertreter der Vernunft, „dessen Lebensmotto lautet: ‚Die Wahrheit muss ich prüfen können‘, zugleich sehnt er sich nach dem religiösen Aspekt des Lebens, zu dem er aufgrund seiner rationalen Attitüde nicht durchdringen kann. […] Da sich Göttliches mit Argumenten der Logik und Kausalität weder nachweisen noch erfahren lässt, fordert Tirza ‚das Ende aller Sicherheit‘. Der Gottsucher Thomas muss, wenn er die Wahrheit finden will über die Evidenz des Augenscheins hinaus zu einer persönlichen religiösen Erfahrung gelangen.“
Der Weg aus der Krise ist somit in der Tirza-Figur angelegt – sie verweist in ihrer Doppelfunktion als Zeugin der Auferstehung und Seelenführerin auf den Weg nach innen. „Als Fragender und Suchender ist Thomas Repräsentant des modernen Individuums, das selbst erfahren muss, um glauben zu können.“

## Rezeption
Bei seinem Erscheinen 1996 löste der Roman in den Feuilletons widersprüchliche Reaktionen aus; von der puren Polemik bis zur enthusiastischen Zustimmung reicht das Spektrum. Hermann Kurzke monierte schon die äußere Handlung des Romans als sprunghaft und unmotiviert; im Erkenntnisweg des Protagonisten sieht er das Opfer der Vernunft am Werk: „Sich ganz zu verlieren, um ganz frei zu sein, das ist gute christliche Tradition. Auf den Scheiterhaufen zu hüpfen, um sein fragendes Ich endlich loszuwerden, ist der Salto mortale des Irrationalismus, der Demut mit Dummheit verwechselt.“.
Die Auferstehung Jesu zum Gegenstand eines heutigen Romans zu machen, zeugt von Mut und literarischer Könnerschaft, so die Frankfurter Rundschau – groß sei die Gefahr in religiösen Kitsch abzugleiten. Patrick Roth umgeht diese Falle, indem er den kriminalistischen Gehalt der biblischen Thomas-Geschichte herausstellt und einen Fall konstruiert, der den „Detektiv“ Thomas einer geheimnisvollen Frau zuführt, die ihm das Gesuchte auf Umwegen offenbart: „Der Dialog mit Tirza im Tempel macht den Hauptteil des Buches aus. Er hat Elemente der Psychoanalyse, Elemente sokratischen Fragens und insgesamt eine Form wie sie in der deutschsprachigen Gegenwartsliteratur nur Edgar Hilsenrath beherrscht. Am Ende findet Thomas auf dem Scheiterhaufen den Corpus Christi – und sich selbst. Der Krimi löst sich überraschend auf, vor allem aber löst sich der Knoten der Geschichte. Auflösung, Erlösung erfährt gerade der, der nicht glauben wollte. Was Roth da macht, ist größenwahnsinnig und streift in aller Unschuld ans Blasphemische.“.
Dass Corpus Christi an die Stelle der Glaubensaussage den radikal subjektiven Erkenntnisweg setzt, erhebe den Roman, so die Stimmen der Zeit, zu einem „Psychodrama“, bei dem sich die „krimihafte Handlung“ zusehends als „therapeutischer Vorgang, ja mystagogisches Geschehen“ herausstelle. „Mit realistischen Szenen, mit symbolbeladenen, auch allegorischen Traumbildern hat Patrick Roth sich dem Unsagbaren mit sagbaren Worten genähert. [Er] erzählt die mystische Auferstehung in diesem Leben [….]. Sie scheint in dieser unerhörten Erzählung ästhetisch, das heißt, als Ausdrucks- und Wahrnehmungsgestalt, neu auf. Patrick Roth hat die ungeheuerste Auferstehungsgeschichte, die jemals in deutscher Sprache geschrieben wurde, aus einem heutigen Bewusstsein vorganghaft inszeniert.“.

## Ausgaben
- Patrick Roth: Corpus Christi. Suhrkamp, Frankfurt a. M. 1996, ISBN 3-518-40749-X. (Gebundene Ausgabe)
- Patrick Roth: Corpus Christi. Suhrkamp, Frankfurt a. M. 1999, ISBN 3-518-39564-5. (Taschenbuch)
- Patrick Roth: Die Christus Trilogie. Riverside. Johnny Shines oder Die Wiedererweckung der Toten. Corpus Christi. Drei Romane und eine CD: Patrick Roth, Die L.A. Lesung. Suhrkamp, Frankfurt a. M. 1998, ISBN 978-3-518-06546-4. (Gebunden in Kassette)
- Patrick Roth: Resurrection. Die Christus-Trilogie. 3 Romane in Kassette mit Hörkassette Die L.A.Lesung. Suhrkamp, Frankfurt a. M. 2003, ISBN 978-3-518-39957-6. (Taschenbuch-Ausgabe)
- Patrick Roth: Die Christus Trilogie. Riverside. Johnny Shines oder Die Wiedererweckung der Toten. Corpus Christi. Kommentierte Ausgabe. Herausgegeben und kommentiert von Michaela Kopp-Marx. Wallstein, Göttingen 2017, ISBN 978-3-8353-3065-8.